# Vatin (Vršac)

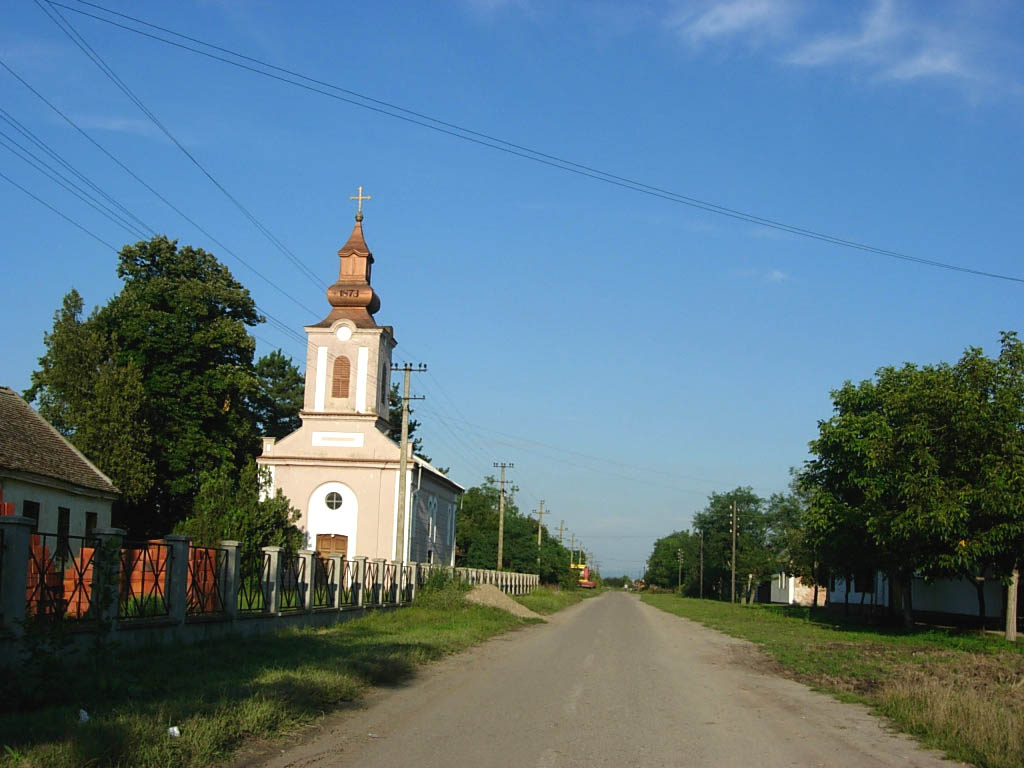
Hauptstraße und orthodoxe Kirche in Vatin

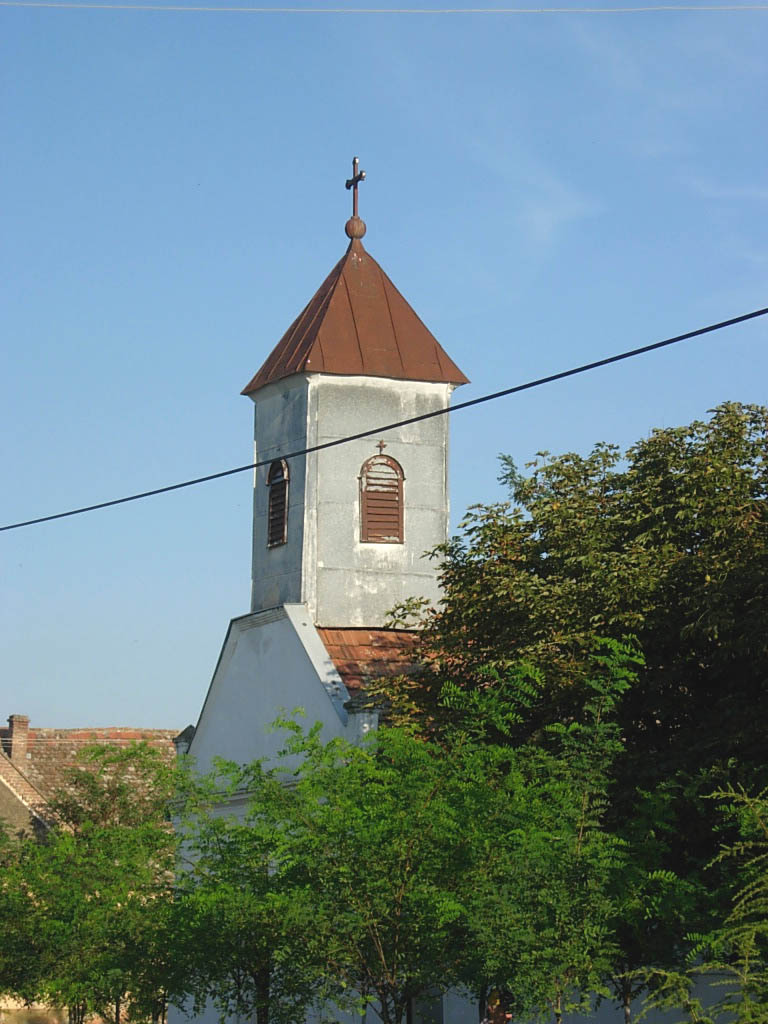
Die katholische Kirche von Vatin

Vatin (serbisch-kyrillisch Ватин, ungarisch : Versecvát, deutsch [veraltet]: Fattina) ist ein Dorf in der nordserbischen Provinz Vojvodina. Vatin liegt in der Gemeinde Vršac, im Bezirk südlicher Banat (serbisch: Južno-Banatski Okrug). Die Dorfbevölkerung setzt sich zusammen aus einer serbischen Mehrheit und einer ungarischen Minderheit. Im Jahr 2002 hatte Vatin 250 Einwohner, während es 1991 noch 316 Einwohner waren. Das Dorf liegt 82 m über dem Meeresspiegel im Südosten der pannonischen Tiefebene, 14 km östlich vom Gemeindezentrum Vršac entfernt. Die Mehrheit der Einwohner ist christlich-orthodox.

## Geschichte
Im Lauf der Geschichte hatte das Dorf Vatin viele Namen. Der erste Name, Vodad, stammt aus dem Jahr 1334, es folgten Vadah (1414), Vat (1421), Vattina (1717), der ungarische Name Verseczát (1911) und schließlich der heutige Vatin im Jahr 1919.
Das Dorf wurde als Kirchgemeinde 1333 von einem Priester Nikolaj gegründet und bekam den Namen Vodad. Die ersten Siedler waren Serben. 1411 war Joakim (Jakob) Badad Bürgermeister der Siedlung. 1414 lebten in dieser Siedlung die Hajduken Matija und Emerik Vadah, die der Siedlung ihren zweiten Namen gaben. 1421 wurde nun Vat vom Grafen Jovan (Johannes) Nađlak regiert. Nach dessen Tod im Jahre 1427 schenkte König Sigismund Vat dem Baron Albert Nađmihalj. Als dessen Sohn Georg Verrat am König übte, schenkte Sigismund Vat dem ungarischen Grafen Šarvarin. Die Familie Nađmihalj verwand den Verlust von Vat nie, noch 1550 versuchte sie, Vat zurückzuerhalten, als dieses an den serbischen Grafen Petar Petrović verschenkt wurde. Im Jahr 1597 verkaufte König Sigismund II. Vat an den Baron Vukašin Pribek. Somit erlebte das Dorf Vatin im Mittelalter eine sehr abwechslungsreiche Zugehörigkeit zu verschiedenen Grafschaften und Königreichen.

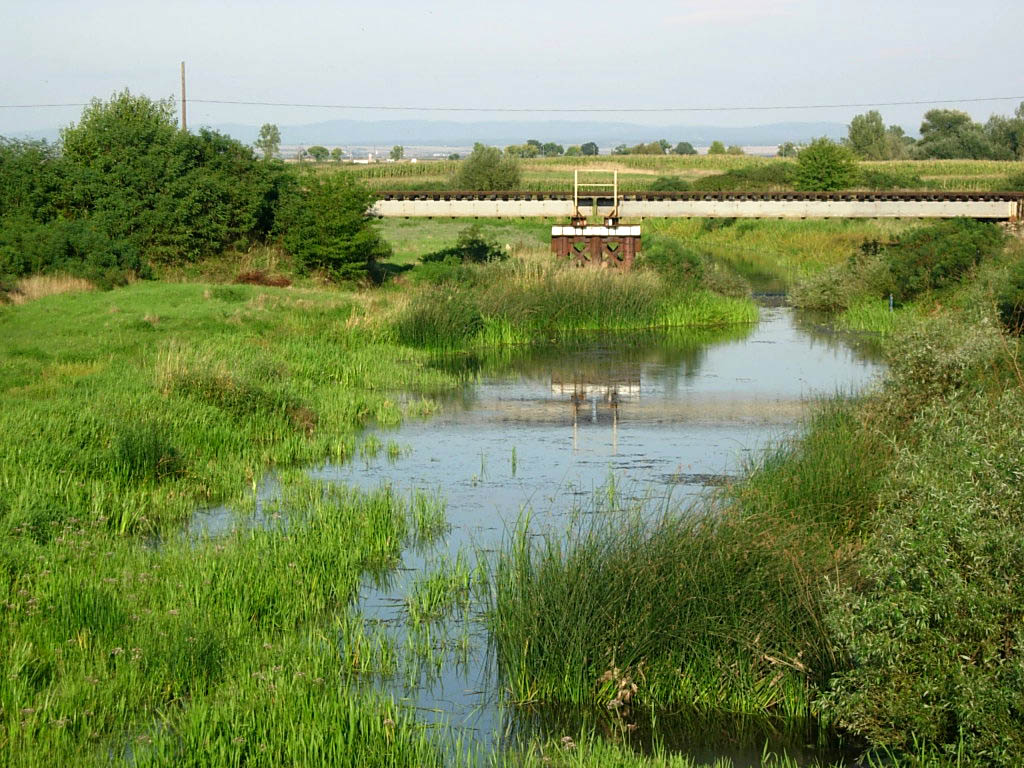
Der Fluss Moravica bei Vatin

Im Jahr 1713 bestand Vat aus 18 Haushalten. 1716 wurde Vat der Gemeinde Vršac zugeschlagen. Vat, ab 1717 Vattina genannt, bestand 1717 aus 27 Haushalten, 1749 waren es 36 Haushalte und 1751 34 Haushalte. In den 1730er Jahren wurde die heutige orthodoxe Kirche erbaut und 1874 renoviert, sodass sie 1874 neu geweiht wurde. 1859 kauften sich die serbischen Grafen Viktor und Ladislav Đirkić das Dorf samt Ländereien auf. 1855 wird die heutige katholische Kirche erbaut. 1869 hatte Vattina 510 Einwohner. 1890 waren es 581 Einwohner. Im Jahr 1900 waren es 661 Einwohner, 1910 644 Einwohner. 1902 lebten im Vattina 135 Deutsche, die ihre eigene Schule in deutscher Sprache hatten. Ab 1891 bestand in Vattina eine Zugverbindung und ab 1908 auch eine Eisenbahnstation. Ab 1911 wurde Vattina bis zum Jahr 1919 nach dem ungarischen Namen Verseczát benannt. 1914 wurde das Rathaus erneuert. Im Jahr 1921 hatte Vatin eine Bevölkerungszahl von 521 Einwohnern. Schon damals stellten die Serben die Bevölkerungsmehrheit, jedoch lebten in Vatin auch Minderheiten von Ungarn, Slowaken, Rumänen und Deutschen. 1919 wurde Vatin von der Zugverbindung Vršac-Timișoara getrennt und aus der Eisenbahnstation wurde eine Schule.
In Vatin wird seit Jahrhunderten Ikonenmalerei und von 1893 bis 1919 auch Ikonostasenbau betrieben. Einige wertvolle Ikonen stehen heute im Nationalmuseum zu Vršac. Damit ist Vatin eines der Zentren der Ikonenmalerei im Banat.
Zudem ist Vatin der Hauptfundort der Vatin-Kultur aus der Bronzezeit.

## Belege
- Књига 9, Становништво, упоредни преглед броја становника 1948, 1953, 1961, 1971, 1981, 1991, 2002, подаци по насељима, Републички завод за статистику, Београд, мај 2004, ISBN 86-84433-14-9
- Књига 1, Становништво, национална или етничка припадност, подаци по насељима, Републички завод за статистику, Београд, фебруар 2003, ISBN 86-84433-00-9
- Књига 2, Становништво, пол и старост, подаци по насељима, Републички завод за статистику, Београд, фебруар 2003, ISBN 86-84433-01-7